# Саут Даксбери (Масачусетс)
Саут Даксбери (енгл. South Duxbury) насељено је место без административног статуса у америчкој савезној држави Масачусетс.

## Демографија
По попису из 2010. године број становника је 3.360, што је 298 (9,7%) становника више него 2000. године.
| Група             | 2000.         | 2010.         |
| Белци             | 2.979 (97,3%) | 3.232 (96,2%) |
| Афроамериканци    | 8 (0,3%)      | 5 (0,1%)      |
| Азијати           | 20 (0,7%)     | 27 (0,8%)     |
| Хиспаноамериканци | 24 (0,8%)     | 53 (1,6%)     |
| Укупно            | 3.062         | 3.360         |